# Triều đại chinh phục của lịch sử Trung Quốc
Triều đại chinh phục trong lịch sử của triều đình Trung Quốc đề cập đến một số triều đại thành lập bởi các dân tộc phi Hán mà cai trị một phần hoặc toàn bộ Trung Quốc bản thổ, đáng chú ý nhất Mông Cổ -thành lập triều đại Nguyên và Mãn Châu-thành lập triều đại nhà Thanh.
Lịch sử Trung Quốc thông thường chủ yếu sử dụng những ngày duy nhất gọn gàng cho sự khởi đầu và kết thúc của các triều đại, nhưng nên nhớ rằng hầu hết các triều đại chinh phạt đã đến và rơi vào các cuộc chiến kéo dài và bạo lực. Ví dụ, triều đại nhà Minh của người Trung Quốc thường thay thế cuộc chinh phục triều đại Nguyên năm 1368, nhưng đã có một cuộc nổi dậy dài so với đồng Nguyên, và trong lĩnh vực gốm sứ Trung Quốc Cảnh Đức Trấn sứ thường, nhưng không phải lúc nào, mô tả là "Ming" từ năm 1352, khi người Mông Cổ mất Cảnh Đức Trấn ở phía nam.

## Các bộ phận của miền Bắc Trung Quốc

### Thời đạiNgũ Hồ thập lục quốcvàNam-Bắc triều
- Bắc Ngụy (386-535) và Bắc Chu (557-581) được thành lập bởi Tiên Ti

### Thời đại Hậu-Đường
- Liêu (907-1125) được thành lập bởi người Khiết Đan
- Hậu Đường (923-936) được thành lập bởi người Sa Đà
- Hậu Tấn (936-947) được thành lập bởi Sa Đà. Sau này, người sáng lập nhà Kim, Thạch Kính Đường, đã tuyên bố tổ tiên người Hán yêu nước.
- Hậu Hán (947-951) được thành lập bởi Sa Đà. Có nhiều mâu thuẫn về nguồn gốc của nhà Hậu Hán và Bắc Hán sau này, một số người cho rằng tổ tiên của họ là người Sa Đà trong khi một số khác lại cho rằng họ có gốc nhà Hán cũ.
- Bắc Hán (951-979) được thành lập bởi người Sa Đà. Bắc Hán được thành lập bởi cùng một gia đình với triều đại Hậu Hán trước kia.
- Nhà Kim (1115-1234) được thành lập bởi người Nữ Chân
- Tây Hạ (1038-1227) được thành lập bởi người Đảng Hạng